# تردک کلاب

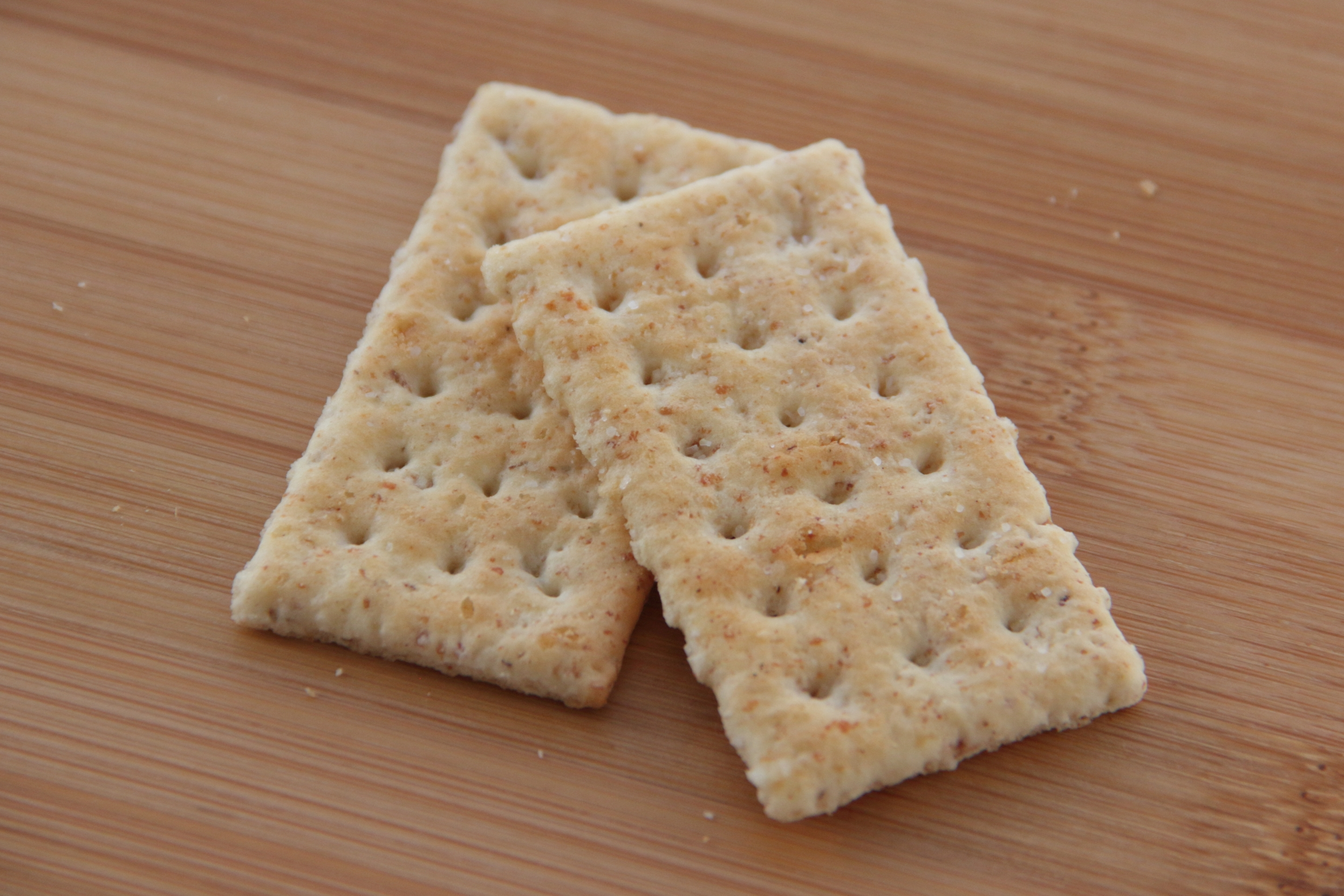
دو عدد تردک کلاب

تردک کلاب (انگلیسی: Club Crackers) تردک‌هایی هستند که توسط کیلوگ ساخته می‌شوند. تردک کلاب تا حدودی شبیه به تردک سالتین، اما به شکل مستطیل است و دارای ۱۸ سوراخ در الگوی ۳ در ۶ به جای ۱۳ سوراخ در الگوی ۳-۲-۳-۲-۳ که روی سالتین قرار دارد، می‌باشد.